# Messeniabugten
Messeniabugten eller Messianske Golf (græsk: Μεσσηνιακός Κόλπος , Messiniakós Kólpos) er en havbugt, der er en del af Det Joniske Hav. Golfen er omgivet af Messeniens sydlige kyster og den sydvestlige kyst af halvøen Mani i Lakonien. Dens grænser er øen Venetiko mod vest og Kap Tainaron mod sydøst. De vestlige kyster er for det meste lavtliggende, frugtbare og veludviklede, mens den østlige kyst er domineret af Taygetos sydlige forbjerge og forholdsvis stenet og utilgængeligt med få bebyggelser.
Floden Pamisos løber ud i bugten nær havnebyen Kalamata, som er bugtens største bycentrum.

## Steder ved bugten
- Koroni - vest
- Longa - vest
- Petalidi - nordvest
- Messini - nordvest
- Kalamata - nordøst
- Kardamyli - øst
- Stoupa - øst
- Agios Nikolaos - øst
- Trahila - sydøst
- Areopoli - sydøst
- Gerolimenas - sydøst

- Wikimedia Commons har flere filer relateret til Messeniabugten